# La Nostra Senyora del Pilar de Los Montesinos
L'església parroquial de La Nostra Senyora del Pilar a Los Montesinos (Baix Segura, País Valencià), va ser construïda en 1886, fet que evidencia la consolidació de l'assentament humà sorgit espontàniament als voltants de la llacuna de Torrevella, mitjançant l'apropiació d'un espai públic, ocupat des de mitjan segle xix.
Va ser cremada en la guerra però afortunadament ha estat reformada.
Fins a 1948 es va mantindre com a ajuda de parròquia de l'ermita situada a La Marquesa, en la seua gènesi depenent de Sant Miquel de les Salines, hisenda que en 1829 va aconseguir, en la reorganització eclesiàstica realitzada pel bisbe Félix Herrero Valverde, la categoria de temple parroquial. Aquesta funció la va exercir una mica més d'un segle; si bé, com que no va prosperar, el caseriu situat en l'esmentat va perdre la titularitat privada i la seua comesa va decaure en benefici del dinamisme econòmico-demogràfic que es manifesta al poblat de Los Montesinos.
El temple posseeix una nau central, dos laterals de menor grandària, espai dedicat a l'altar major, cor i torre.
En la imatgeria que l'embelleix destaca: imatge de La Nostra Senyora del Pilar, talla rubricada per l'escultor pilarenc José Sánchez Lozano; Mare de Déu de la Dolorosa, obra de l'escola Salzillo i l'escultura d'embalum redó, el Crist de l'Agonia, d'autor anònim.
Aquest temple ha sofrit modificacions en la seua estructura interna i en el seu aspecte exterior en el període que transcorre des de 1996 fins a 1999.